# 乙部岳
乙部岳（おとべだけ）は、北海道の爾志郡乙部町と檜山郡厚沢部町の2町にまたがる標高1,016.9mの山である。山頂には一等三角点「乙部岳」が設置されている。北海道百名山及び北海道の百名山の一つである。

## 概要
渡島半島中央部に位置する山で、標高では乙部町・厚沢部町共に最高峰であり、乙部町では町章に取り入れるなど地域に親しまれている。北海道では他に函岳・ピンネシリ・霧裏山に設置されているレーダー雨量計が山頂に設置されているため、管理道路が山頂まで伸びている。山名の「乙部」はアイヌ語の「オ・ト・ウン・ペ（川口に・沼・ある・もの）」が語源とされ、現在の姫川を指す。古くは音部岳、九郎嶽とも呼ばれた。

## 伝説
乙部岳南部には九郎岳 (969.8m)が聳えており、三等三角点「黒岳」が設置されている。乙部岳には源義経が逃避行の際に立ち寄ったという伝説からついた山名とされ、西側山麓と中腹には1859年に建立されたとされる九郎嶽神社が鎮座している。菅江真澄が記した『蝦夷喧辞辯』によると、蝦夷人の祭りごととして乙部岳には山神・海神と義経の霊を祭ったという。また乙部山岳会が乙部岳山中の祠（現在の九郎嶽神社奥宮本殿）を調査すると古銭と祠の破片が見つかった。

## 登山
乙部岳を登るコースは尾根コース・沢コース・管理道の3つのコースがあり、沢コースの途中には「行者祠」と呼ばれた祠が、尾根コースの途中には九郎嶽神社奥院があるものの奥院への道は藪に覆われている。メインルートは尾根コースと沢コースの2つで、管理道は舗装路であるもののかなり遠回りであるためあまり使われない。一部は九郎岳へ登る人もいるが、沢コースとの分岐より先は藪に覆われるため藪漕ぎが必要となる。